# 1948 في جنوب إفريقيا
فيما يلي قوائم الأحداث التي وقعت خلال عام 1948 في جنوب أفريقيا.

## سياسة

### تعيين في المنصب
- 4 يونيو – دانيال فرانسوا مالان رئيس وزراء جنوب أفريقيا [الإنجليزية]‏.

### انتهاء فترة المنصب
- 4 يونيو – جان سموتس رئيس وزراء جنوب أفريقيا [الإنجليزية]‏.

## كتب
من الكتب التي صدرت هذه السنة في جنوب أفريقيا:
- 1 ديسمبر – إبك من تأليف آلان باتون.

## وفيات

### فبراير
- 25 فبراير – ألكسندر دو توا (مواليد 1878)[1]

### ديسمبر
- 2 ديسمبر – هندريك فان دير جوهان (مواليد 1887)[2]